# Mario De Berardinis
Mario De Berardinis, conosciuto con le firme Mos e Almos (La Spezia, 1931 – Roma, 1º luglio 1977), è stato un pittore italiano.

## Biografia
Nasce a La Spezia ma passa la sua adolescenza a Pescara dove frequenta il Liceo Artistico e l'Istituto Tecnico per Geometri dove si diploma per trasferirsi successivamente a Roma.
Nella capitale condivide durante qualche anno lo studio di Rodolfo Gasparri, uno dei più importanti cartellonisti cinematografici del periodo. In seguito crea il suo studio a Roma a Monte Mario dove sviluppa delle collaborazioni con grandi case di produzione : Dino de Laurentiis, la Paramount, la Warner Bros., Columbia, Universal, la Filmar, PEA, PAC, INC e EURO, firmando i suoi lavori con gli pseudonimi Mos e Almos.
Muore improvvisamente a Roma nel 1977 per infarto, dopo aver realizzato diverse centinaia di manifesti.

## Le firme di Mario De Berardinis

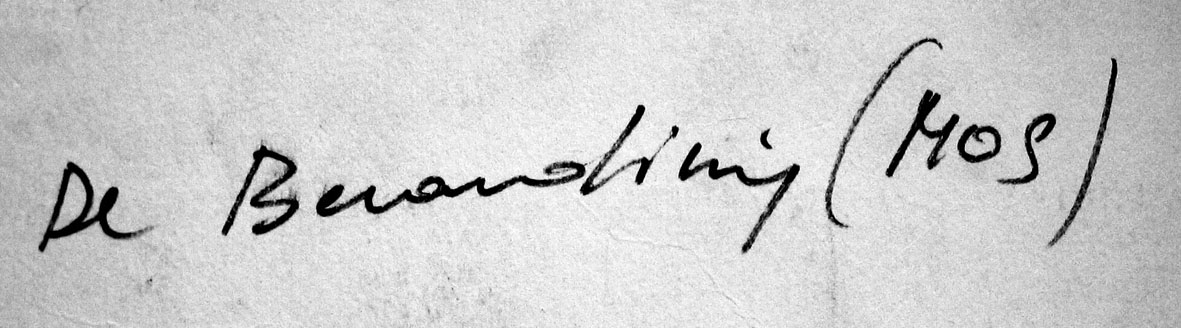
Una delle firme di Mario De Berardinis (Mos)

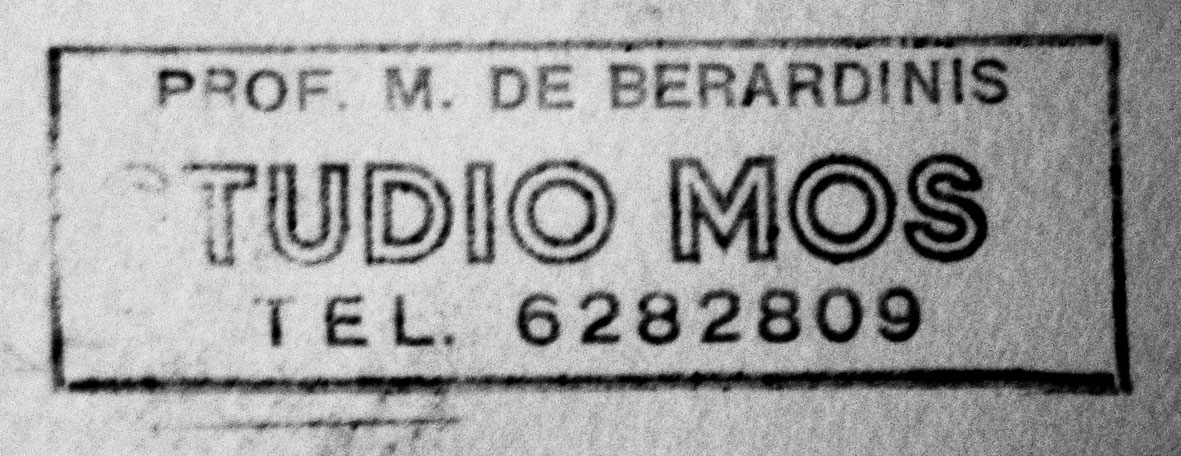
Timbro con la firma di Mario De Berardinis (Mos)

L'utilizzazione successiva di tre firme diverse sui suoi bozzetti, nel corso della sua carriera, rendono difficoltoso il riconoscimento dei suoi lavori da parte degli archivi di materiale cinematografico e per i collezionisti di manifesti.
- All'inizio della sua carriera firmava con il suo nome Mario De Berardinis.
- Dall'inizio degli anni 60 al 1975 usa il nome Mos
- Dal 1976 cambia la sua firma in Almos, dopo la morte del fratello Albino.

## Filmografia
Manifesti realizzati come MOS
- Baleari operazione oro (1966)
- La resa dei conti, regia di Sergio Sollima (1966)
- Il pozzo di Satana, regia di Richard Goodwin (1966)
- L'amante di Gramigna, regia di Carlo Lizzani (1968)
- Banditi a Milano, regia di Carlo Lizzani (1968)
- Barbarella, regia di Roger Vadim (1968)
- Costretto ad uccidere, regia di Tom Gries (1968)
- La fratellanza (The Brotherhood), regia di Martin Ritt (1968)
- Fräulein Doktor, regia di Alberto Lattuada (1968)
- La vita, l'amore, la morte (La vie, l'amour, la mort), regia di Claude Lelouch (1969)
- Le avventure di Ulisse, regia di Franco Rossi (1969)
- Una breve stagione, regia di Renato Castellani (1969)
- Bubù, regia di Mauro Bolognini (1970)
- Il deserto dei tartari, regia di Valerio Zurlini (1970)
- La favolosa storia di Pelle d'Asino, regia di Jacques Demy (1970)
- Venga a prendere il caffè... da noi, regia di Alberto Lattuada (1970)
- Waterloo, regia di Sergej Fëdorovič Bondarčuk (1970)
- Addio fratello crudele, regia di Giuseppe Patroni Griffi (1971)
- La mano sinistra della violenza, regia di Chang Cheh (1971)
- Mania di grandezza (La folie des grandeurs), regia di Gérard Oury (1971)
- Fratello sole, sorella luna, regia di Franco Zeffirelli (1971)
- La furia dei giganti, regia di José Antonio de la Loma (1971)
- Sfida senza paura (Sometimes a Great Notion), regia di Paul Newman (1971)
- Armida, il dramma di una sposa, regia di Bruno Mattei (1971)
- Sledge, regia di Giorgio Gentili (1971)
- Quattro mosche di velluto grigio, regia di Dario Argento (1971)
- Il sesso del diavolo, regia di Oscar Brazzi (1971)
- Il furto è l'anima del commercio!?..., regia di Bruno Corbucci (1971)
- Roma bene, regia di Carlo Lizzani (1971)
- Mattatoio 5 (Slaughterhouse-Five), regia di George Roy Hill (1972)
- Cinque dita di violenza, regia di Chang-hwa Jeong (1972)
- Duel, regia di Steven Spielberg (1973)
- Amore e ginnastica, regia di Luigi Filippo d'Amico (1973)
- Libera, amore mio!, regia di Mauro Bolognini (1973)
- Allonsanfàn, regia di Paolo e Vittorio Taviani (1974)
- Il delitto Matteotti, regia di Florestano Vancini (1974)
- La nottata, regia di Tonino Cervi (1974)
- Caccia al montone, regia di Gerard Pires (1975)
- Il margine (La marge), regia di Walerian Borowczyk (1976)
- Piccoli gangsters (Bugsy Malone), regia di Alan Parker (1976)
- Pane e cioccolata, regia di Franco Brusati (1977)
- La stanza del vescovo, regia di Dino Risi (1977)
- Suspiria, regia di Dario Argento (1977)
- I 39 scalini, regia di Ralph Thomas (1978)